# Championnat de Malte de football 1909-1910
Navigation
Saison suivante
La saison 1909-1910 de First Division Maltaise est la première édition de la première division maltaise.
Les cinq meilleurs clubs maltais inscrit pour cette première édition vont se disputer le titre lors d'une série de matchs se déroulant sur toute l'année.
Les cinq clubs participants au championnat ont été confrontés une fois aux quatre autres.
Le Floriana FC a été sacré champion de Malte pour la première fois de son histoire.

## Les cinq clubs participants
| Club                | Stade            | Capacité | Ville      |
| ------------------- | ---------------- | -------- | ---------- |
| Boys Empire League  | -                | -        | La Valette |
| Floriana FC         | -                | -        | Floriana   |
| Malta University    | -                | -        | La Valette |
| St. Joseph's United | -                | -        | Msida      |
| Sliema Wanderers FC | Guze Fava Ground | 4 000    | Sliema     |

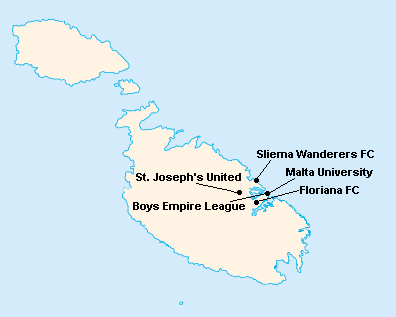
Localisation des clubs engagés dans le championnat.

L'île de Malte étant relativement petite, les clubs évoluent tous au stade National Ta'Qali (17 400 places). Certains cependant ont leur propre enceinte qu'ils peuvent éventuellement utiliser.

## Compétition

### Classement
| Rang | Équipe              | Pts | J | G | N | P | Bp | Bc | Diff |
| ---- | ------------------- | --- | - | - | - | - | -- | -- | ---- |
| 1    | Floriana FC         | 8   | 4 | 4 | 0 | 0 | 6  | 0  | +6   |
| 2    | Sliema Wanderers FC | 5   | 4 | 2 | 1 | 1 | 5  | 2  | +3   |
| 3    | St. Joseph's United | 4   | 4 | 2 | 0 | 2 | 4  | 4  | 0    |
| 4    | Boys Empire League  | 3   | 4 | 1 | 1 | 2 | 7  | 4  | +3   |
| 5    | Malta University    | 0   | 4 | 0 | 0 | 4 | 0  | 12 | -12  |

| Légende : Qualifications et relégations | Légende : Qualifications et relégations |
| --------------------------------------- | --------------------------------------- |
|                                         | Relégation en Second Division Maltaise  |

## Bilan de la saison
| Tableau d'Honneur       |             |
| Compétition             | Vainqueur   |
| First Division Maltaise | Floriana FC |

| Promotions et relégations            |                                                         |
| Relégués en Second Division Maltaise | St. Joseph's United Boys Empire League Malta University |
| Promus de Second Division Maltaise   | Hamrun Spartans St. George's FC Valletta United         |